# Аццано-Мелла
Аццано-Мелла (італ. Azzano Mella, п'єм. Azzano Mella) — муніципалітет в Італії, у регіоні Ломбардія, провінція Брешія.
Аццано-Мелла розташоване на відстані близько 440 км на північний захід від Рима, 75 км на схід від Мілана, 12 км на південний захід від Брешії.
Населення — 3141 особа (2014).
Щорічний фестиваль відбувається 29 червня. Покровитель — Петро (апостол).

## Демографія
Населення за роками:

Станом на 1 січня 2023 року в муніципалітеті офіційно проживало 327 іноземців з 40 країн, серед них 63 громадяни країн Євросоюзу та 4 громадяни України.

## Сусідні муніципалітети
- Капріано-дель-Колле
- Кастель-Мелла
- Делло
- Лограто
- Маїрано
- Торболе-Казалья